# Đorđije Jovanović
Đorđije Jovanović (in montenegrino Ђорђије Јовановић; Podgorica, 15 maggio 2003) è un cestista montenegrino.